# Antonio Franchi

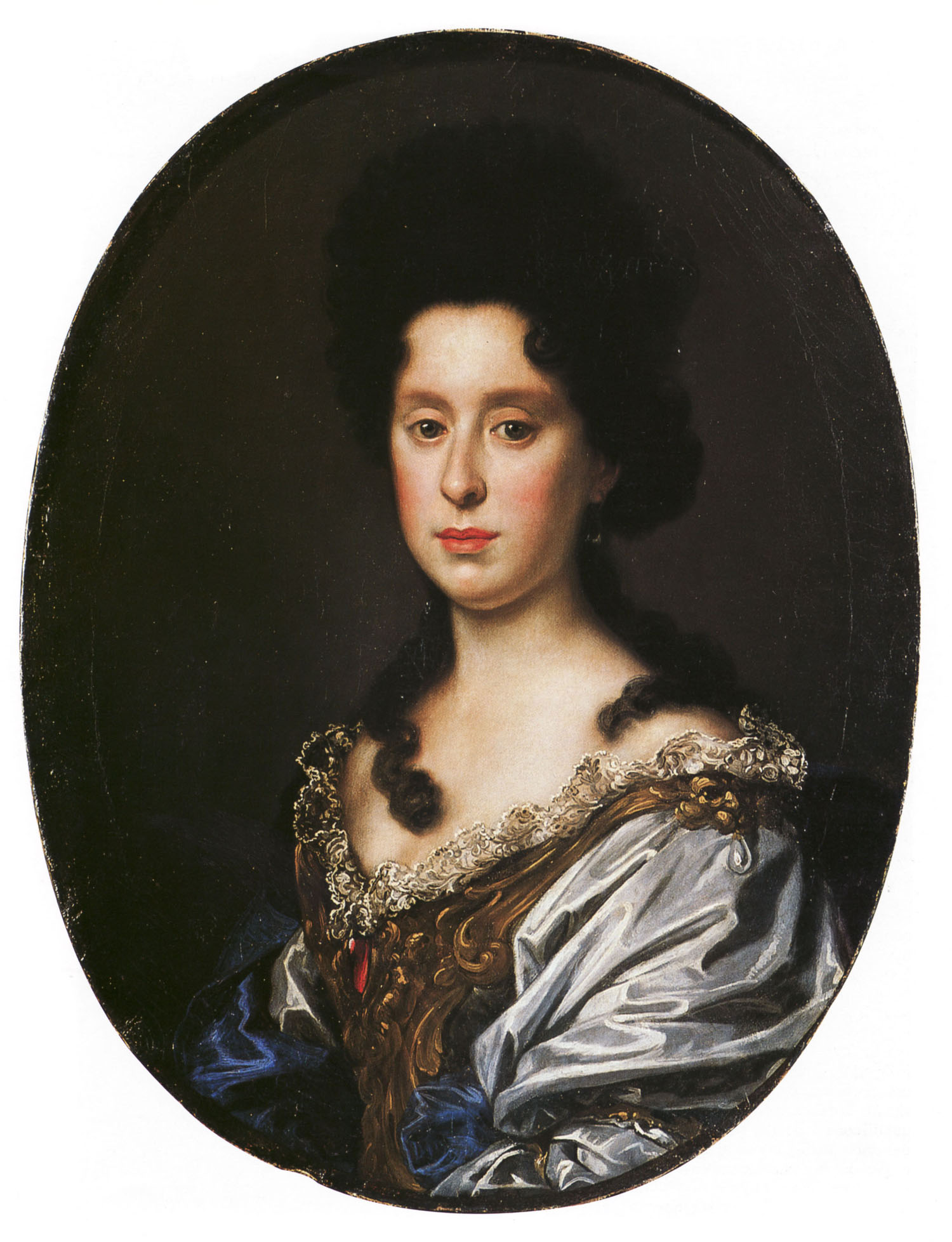
Antonio Franchi, Anna Maria Luisa de' Medici, 1690

Antonio Franchi (14. července 1638 Lucca – 18. července 1709 Florencie) byl italský malíř a teoretik umění baroka. Ve Florencii je považován za významného zástupce umělecké tvorby generace po Francesco Furinim a Pietro da Cortonovi.

## Život a dílo
Z Luccy pocházející Franchi pracoval po studiích od roku 1674 ve Florencii. Podle rodiště byl znám jako Il Lucchese a společně s Alessandrem Allorim a Pierem Dandinim převzal po smrti Justa Sustermanse od roku 1674 na téměř tři desetiletí roli nejvýznamnějšího malíře města. Pro svou dominantní roli ve Florencii byl Franchi čtyřikrát zvolen konzulem Akademie krásných umění. Od roku 1686 byl intenzivně podporován Vittorií della Rovere, velkovévodkyní toskánskou a ujal se jen neoficiálně existujícího úřadu dvorního malíře. Jeho tvorba obsahuje mnoho portrétů vysoké florentské šlechty (obzvláště Medicejských), měšťanstva i malby s náboženskými motivy.
Krátce před svou smrtí dokončil Franchi roku 1709 umělecké pojednání, které je jedním z nejvýznamnějších příkladů hodnocení Leonarda da Vinciho v období baroka. Rukopis, který je dnes uložen ve florentském státním archívu, byl vydán Giuseppem Rigaccim až posmrtně roku 1739. Nové vydání je z roku 2002.
Franchi byl ve spojení s prominentními umělci, historiky umění, sběrateli a učenci v celé Itálii, mezi jinými to byli Francesco Maria Niccolò Gabburri a Pellegrino Antonio Orlandi.

## Dílo (Výběr)
Malířství
- Immaculata s archandělem Michaelem, svatým Benediktem z Nursie a papežem Štěpánem I. ve Florencii
- Madonna s dítětem v Conservatorio di Santa Marta v Montopoli in Val d’Arno
- Sv.Giovanni Gualberto v opatství Vallombrosaner v Reggellu

Knihy
- La Teorica della Pittura, ovvero Trattato delle materie più necessarie per apprendere con fondamento quest'arte. S. a G. Marescandoli, Lucca 1739

2002 vyšlo nové vydání s lehce pozměněným názvem:
- Antonio P. Torresi (Hrsg.): Trattato della Teorica Pittoresca. „La Teorica della Pittura“ riveduta e corretta sul manoscritto degli Uffizi. Liberty House, Ferrara 2002.